# 왕박
왕박(중국어: 王薄, 병음: Wáng Báo 왕바오[*], ? ~ 622년 3월 17일)은 중국 수나라 말의 군벌이자 민란 지도자로 수말당초 군벌 중 한 사람이다.

## 생애
제군(齊郡) 추평현(鄒平縣) 출신이다. 수 양제 재위 기간이던 611년(대업 7년) 10월 왕박은 같은 군 사람인 맹양(孟讓)과 무리를 모아 장백산(長白山)을 거점으로 거병하고 스스로 지세랑(知世郞)이라 칭하고 막향요동랑사가《(莫向遼東浪死歌)》라는 노래를 지어 무리들에게 고구려 정벌에 대한 반감을 호소했다.
왕박은 거병하자 농민들은 서로 앞다투어 가담하였는데 그의 무리는 불과 1년 만에 수만 명에 이르게 되었고 조정의 군사들과 수차례 격파한 뒤 강을 넘어 남쪽으로 진격하였다.
노군(魯郡) 일대에서 약탈을 일삼으며 전전하였는데 태산(泰山) 아래에서 수나라 장수 장수타(張須陀)에게 패하여 그의 병력은 겨우 1만여 명 정도가 살아남았기에 왕박은 어쩔 수 없이 황하(黃河) 북쪽으로 퇴각할 수밖에 없었는데 장수타가 추격하여 공격하므로 다시 패하여 임읍(臨邑)까지 도망하였다.
부득이하게 북쪽으로 도망해 온 왕박은 다시 손선아(孫宣雅), 학효덕(郝孝德)의 군사들과 연합하니 많은 무리가 모여 10여 만명에 이르게 되어 장구(章丘)를 공격하고 비슷한 숫자였던 장수타가 이끌던 군사를 격파하였다.
당 고조(唐 高祖) 재위 기간인 619년(무덕 2년) 왕박은 반기를 들어 수 양제를 살해한 우문화급(宇文化及)에게 항복했는데 우문화급은 얼마 지나지 않아 두건덕(竇建德)에게 공격당하여 요성(聊城)에 포위당하게 되자 왕박은 기회를 보다가 두건덕의 군사들에게 성문을 열어주고 투항하였다.
그러나 왕박은 다시 당 고조에게 투항하였는데 고조는 그를 제주총관(濟州總管)에 임명하고 서원랑(徐圓朗)을 토벌하게 하였다.
622년(무덕 5년) 왕박은 담주자사(潭州刺史) 이의만(李義滿)에게 살해당했는데 『자치통감』에 의하면 왕박은 송주총관(宋州總管) 성언사(盛彦師)과 함께 수창현(須昌縣)을 공격하면서 담주의 이의만에게서 군량을 보급받으려고 했으나, 이의만은 왕박과 사이가 나빠 창고를 열어 주지 않았으므로, 수창현이 함락되자 성언사에 의해 옥에 갇힌 후 울분 속에 죽었고 왕박을 살해한 것은 이의만의 형의 아들인 이무의(李武意)라고 한다.

## 참고 문헌
- 『수서』 「권4」
- 『신당서』 「권1」
- 『자치통감』 「권190」